# 雉尾指柱兰
雉尾指柱兰（学名：Cheirostylis cochinchinensis）为兰科指柱兰属下的一个种。